# ويس واشبون
ويس واشبون (بالإنجليزية: Wes Washpun)‏ مواليد 26 مارس 1993 في سيدار رابيدز، هو لاعب كرة سلة أمريكي. بدأ مسيرته الاحترافية في سنة 2016. يلعب كلاعب هجوم خلفي. يحمل الرقم 9. يبلغ طوله 6 قدم 1 بوصة (1.9 م). لعب مع نيكار ريزن لودفيغسبورغ وآيوا إنرجي في دوري الرابطة الوطنية لفئة التطوير.

## روابط خارجية
- ويس واشبون على موقع كرة السلة الأوروبية.كوم (الإنجليزية)
- ويس واشبون على موقع كلية كرة السلة في سبورتس رفرنس.كوم (الإنجليزية)
- ويس واشبون على موقع ريلجم (الإنجليزية)
- ويس واشبون على موقع بروبوليرز (الإنجليزية)
- ويس واشبون على موقع سبورتس رفرنس (الإنجليزية)
- ويس واشبون على موقع سبورتس رفرنس (الإنجليزية)